# 大溪地梔子
大溪地梔子（學名：Gardenia taitensis），是茜草科的一種植物。大溪地梔子是一種常綠熱帶灌木，可成長至4米（10英尺），開白色花。大溪地梔子是法屬波利尼西亞和庫克群島的國花。
大溪地梔子這一名稱並不正確，因該植物並非原產於大溪地，也非大溪地的歸化植物。大溪地梔子原產於美拉尼西亞和西波利尼西亞，後被庫克群島和法屬波利尼西亞土著引進。这种植物经常用于欧洲和阿拉伯香水中。有时它会作为香水的主要成分出现：例如 Ormonde Jayne Tiare 或 Montale Intense Tiare。

## 外部連結
- The Endeavour Journal of Joseph Banks 1768-1771, Gardenia taitensis - nzetc.org